# Stanisław Zarębski (oficer)
Stanisław Zarębski, ps. „Wyrwa” (ur. 22 grudnia 1900 w Strojcu, zm. ?) – kapitan piechoty Wojska Polskiego, działacz niepodległościowy, kawaler Orderu Virtuti Militari.

## Życiorys
Urodził się 22 grudnia 1900 w Strojcu, w ówczesnym powiecie wieluńskim gubernii kaliskiej, w rodzinie Antoniego i Franciszki z Kordjaczyńskich. Był młodszym bratem Romana ps. „Sęp” (ur. 1898), nauczyciela, kierownika Powszechnej Szkoły Kolejowej w Kaliszu, odznaczonego Medalem Niepodległości.
W 1915 ukończył sześć klas w prywatnym Gimnazjum Koźmińskiego w Częstochowie. Później zdał egzamin maturalny, a w 1934 ukończył II rok studiów na Uniwersytecie Stefana Batorego w Wilnie.
1 stycznia 1915 jako uczeń gimnazjum został członkiem Okręgu IXa Polskiej Organizacji Wojskowej w Częstochowie. 12 lutego tego roku wstąpił do Legionów Polskich i został przydzielony do II batalionu 5 pułku piechoty. 4 czerwca 1915 w bitwie pod Konarami został ranny.
W marcu 1925 został przydzielony z 5 pp Leg. w Wilnie do Powiatowej Komendy Uzupełnień Wieluń na stanowisko oficera ewidencyjnego na powiat wieluński. W lutym 1926, w związku z likwidacją zajmowanego stanowiska, powrócił do macierzystego pułku. 19 marca 1928 prezydent RP nadał mu stopień kapitana z dniem 1 stycznia 1928 i 291. lokatą w korpusie oficerów piechoty. W latach 1928–1929 był przydzielony do Wojskowego Sądu Rejonowego Wilno na stanowisko oficera sądowego. W czerwcu 1930 został przydzielony z 5 pp Leg. do PKU Wilno Powiat na stanowisko kierownika I referatu administracji rezerw i zastępcy komendanta. Mieszkał w Wilnie przy ul. Portowej 15 m. 6. Obowiązki służbowe łączył z funkcją komendanta Akademickiego Oddziału Związku Strzeleckiego na Uniwersytecie Stefana Batorego. W lipcu 1935 został zwolniony z zajmowanego stanowiska i oddany do dyspozycji dowódcy Okręgu Korpusu Nr III. Z dniem 31 lipca 1936 został przeniesiony w stan spoczynku, a następnego dnia rozpoczął pracę w Izbie Skarbowej we Lwowie na stanowisku kierownika oddziału osobowego.
Był żonaty, miał syna Lechosława (ur. 15 stycznia 1929).

## Ordery i odznaczenia
- Krzyż Srebrny Orderu Wojskowego Virtuti Militari nr 4818 – 1921[20] (4881[c])[21]
- Krzyż Niepodległości – 9 listopada 1933 „za pracę w dziele odzyskania niepodległości”[22][23][2][24]
- Krzyż Walecznych czterokrotnie[25][26]
- Medal Pamiątkowy za Wojnę 1918–1921[25]
- Medal Dziesięciolecia Odzyskanej Niepodległości[25]
- łotewski Medal Pamiątkowy 1918–1928[25]